# ATG Javelin
Pour les articles homonymes, voir Javelin.
Le Javelin est un avion biplace à réaction de la société américaine Aviation Technology Group (ATG), qui a fait son premier vol le 30 septembre 2005. Plusieurs versions sont prévues :
- Javelin Mk 10 : avion d'affaires, destiné au marché civil
- Javelin Mk 20 et Mk 30 : avions d'entraînement avancé, destinés au marché militaire

N'ayant pas pu lever les fonds nécessaires, la société ATG a cependant annoncé l'arrêt provisoire du développement du Javelin, le 18 décembre 2007.

## Conception
La structure de cet avion est principalement à base de fibre de carbone pour alléger la structure.
Les versions militaires sont développées en collaboration avec la société israélienne Israël Aircraft Industries, dans le but notamment de fournir un remplaçant aux Fouga Magister de l'armée de l'air israélienne.

## Fiche technique
- Consommation (à Mach 0,75) : 73 g/h
- Temps de montée à 12 500 m : 7 min

### Aéronefs comparables
- Bede BD-10
- Viper Aircraft ViperJet (en)